# Попов, Владимир Альбертович
Владимир Альбертович Попов (1 января 1962[…], Барнаул — 2 августа 2025) — советский борец классического стиля, бронзовый призёр Олимпийских игр, чемпион мира, обладатель Кубка мира, двукратный чемпион Европы, неоднократный чемпион и призёр чемпионатов СССР. Заслуженный мастер спорта СССР (1987).

## Биография
Родился в 1962 году в Барнауле. Начал занятия борьбой в 1973 году. По окончании школы переехал в Омск, где поступил в институт физкультуры.
В 1987 году одержал победу на чемпионате СССР, отобрался на чемпионат Европы, где выиграл, не проиграв ни балла, и в том же году стал чемпионом мира. В 1988 году также выиграл чемпионат СССР и был включён в олимпийскую команду. На Летних Олимпийских играх 1988 года в Сеуле боролся в весовой категории до 90 килограммов. В его категории боролись 32 спортсмена, разделённых на две группы, в каждой из которой спортсмен выбывал после двух поражений. Оставшиеся 8 борцов (по четыре из группы) разыгрывали между собой места с 1 по 8, с учётом тех баллов, которые были получены ими в предварительных схватках.
В схватках:
- в первом круге на 2-й минуте тушировал Тафа Гуейе (Сенегал), получив 4 балла;
- во втором круге на 5-й минуте за явным преимуществом (15-0) победил Бернарда Бана (Югославия), получив 3,5 балла;
- в третьем круге проиграл по баллам со счётом 4-1 Харри Коскела (Финляндия), получив 1 балл;
- в четвёртом круге выиграл по баллам со счётом 4-0 у Шандора Майора (Венгрия), получив 3 балла;
- в пятом круге на 3-й минуте тушировал Олафа Кошницки (ГДР), получив 4 балла;
- в шестом круге выиграл по баллам со счётом 3-0 у Андреаса Штейнберга (ФРГ), получив 3 балла;

В финальный круг вышел вторым в подгруппе, на 2-й минуте тушировал Кристена Гульдена (Швеция) и стал бронзовым призёром Олимпиады.
Окончил Омский государственный институт физической культуры.
После окончания спортивной карьеры работал четыре года в Швеции по контракту, одновременно тренируя детей, затем жил и работал в Австралии. Был советником губернатора Омской области.
20 сентября 2013 года отмечалось 25 лет со дня завоевания Владимиром Поповым бронзовой олимпийской медали.
Сын: Иван Попов, также борец, выступал за Австралию, участник Олимпийских игр в Рио-де-Жанейро.